# Friedrich Trendelenburg

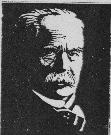
Fredrich Tredelenburg

Friedrich Trendelenburg (24 tháng 5 năm 1844 – 15 tháng 12 năm 1924) là một nhà phẫu thuật người Đức. Ông là con trai của triết gia Friedrich Adolf Trendelenburg, và là cha của nhà dược lý học Paul Trendelenburg và ông nội của nhà dược lý học Ullrich Georg Trendelenburg. Một số lượng lớn các công trình nghiên cứu cách chữa trị bệnh tật và thuật ngữ đã được đặt theo tên ông.
Trendelenburg sinh ra tại Berlin và theo học y khoa tại Đại học Glasgow và Đại học Edinburgh. Ông tốt nghiệp tại Charité dưới sự hướng dẫn của Bernhard von Langenbeck, và nhận học vị tiến sĩ vào năm 1866. Ông thực hành y khoa tại Rostock và Bonn, vào năm 1895 ông trở thành phẫu thuật viên trưởng ở Leipzig.
Có lẽ ông được biết đến nhiều nhất là nhờ tư thế Trendelenburg trong đó bệnh nhân được đặt nằm ở trên giường sao cho đầu thấp hơn bàn chân. Trendelenburg sử dụng kỹ thuật này đầu tiên vào năm 1881 trong phẫu thuật bụng.
Ông cũng được biết đến nhờ phát minh ra ống thông Trendelenburg, được dùng trong phẫu thuật thanh quản để ngăn bệnh nhân nuốt phải máu trong cuộc phẫu thuật.
Trendelenburg quan tâm đặc biệt đến phẫu thuật giải quyết nghẽn mạch phổi. Sinh viên của ông, Martin Kirschner, thực hiện ca phẫu thuật nghẽn mạch phổi thành công lần đầu tiên vào năm 1924, chỉ một thời gian ngắn trước khi Trendelenburg mất.
Trendelenburg phát minh ra các chữa trị giãn tĩnh mạch bằng cách buộc các tĩnh mạch hiển. Phương pháp được biết đến với cái tên mổ Trendelenburg nhưng thuật ngữ này cũng được áp dụng cho phẫu thuật lấy vật nghẽn mạch phổi. Dấu Trendelenburg được dùng để kiểm tra các tĩnh mạch giãn cũng như khả năng vận động của hông.
Nghiệm pháp gõ Brodie-Trendelenburg (cũng được chính thức công nhận là của Sir Benjamin Collins Brodie) là một nghiệm pháp được dùng để kiểm tra sự mất chức năng các van ở các tĩnh mạch hiển. Hội chứng Trendelenburg là một dấu hiệu sai khớp hông bẩm sinh.
Trendelenburg có sự quan tâm đặc biệt đến lịch sử của ngành phẫu thuật. Ông đã thành lập Hiệp hội phẫu thuật Đức vào năm 1872.
Ông mất vào năm 1924 vì ung thư xương hàm dưới, lúc 80 tuổi.